# Ruta por los castillos, fortalezas y atalayas de la Comunidad de Madrid

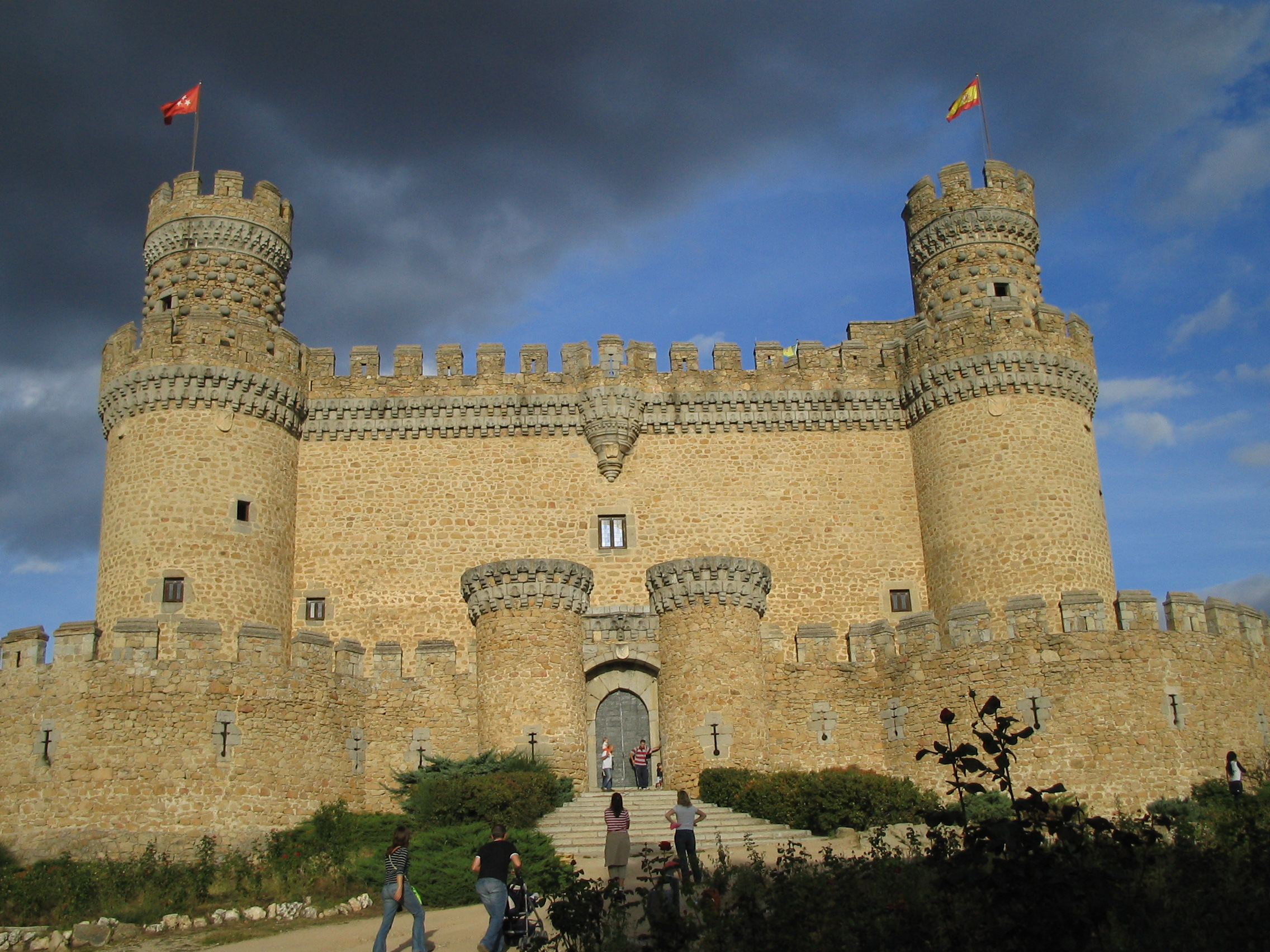
Castillo de Manzanares el Real, el mejor conservado de la Comunidad de Madrid.

La Ruta por los castillos, fortalezas y atalayas de la Comunidad de Madrid es un camino turístico que recorre diferentes conjuntos monumentales de esta comunidad autónoma española, la inmensa mayoría de ellos construcciones fortificadas levantadas en la Edad Media. Se localizan preferentemente en la parte septentrional, meridional y occidental de la región.
Esta ruta, ideada y promocionada por el Consorcio Turístico de Madrid, se articula en torno a tres itinerarios principales: los castillos y palacios de la zona occidental y meridional de la provincia, las atalayas y fortificaciones de la sierra de Guadarrama y, por último, una serie de enclaves situados en puntos dispersos de la comunidad.

## Bases históricas
El territorio que hoy ocupa la Comunidad de Madrid fue, durante la dominación musulmana de la península ibérica, una zona fronteriza. Ocupaba buena parte de la llamada Marca media de al-Ándalus, un área estratégica que los musulmanes fortificaron para detener el avance de los reinos cristianos y asegurar la defensa de Toledo. Entre los siglos IX y X, construyeron una red defensiva, integrada por varias atalayas y fortalezas, cuya función era controlar los pasos y puertos de la sierra de Guadarrama.
Las torres-vigía se comunicaban entre sí por medio de humadas, que se encendían en situaciones de peligro. Los mensajes de alerta, que se transmitían de una atalaya a otra, llegaban a gran velocidad a una serie de fortificaciones principales, encargadas de desplegar a las tropas. 
Las fortalezas de Alcalá de Henares, Talamanca de Jarama, Buitrago del Lozoya y Torrelaguna, todas ellas con sus respectivas atalayas, defendían los caminos fluviales del Henares, Jarama y Lozoya. Madrid, por su parte, protegía el valle del Manzanares y los castillos de Aulencia (Villanueva de la Cañada) y Calatalifa (Villaviciosa de Odón) hacían lo propio en sus enclaves cercanos a los ríos Aulencia y Guadarrama.
Finalizada la Reconquista, el territorio madrileño fue integrado en la Corona de Castilla. Las antiguas fortificaciones musulmanas pasaron a manos de casas nobiliarias y órdenes militares o quedaron bajo la órbita del poder eclesiástico. Algunas de ellas fueron reconvertidas en palacios, al tiempo que se edificaron nuevos castillos, caso del de Manzanares el Real, el mejor conservado de la Comunidad de Madrid y el conjunto artístico más destacado de toda la ruta.

## Itinerarios de la ruta

### Primer itinerario: la zona oeste y sur

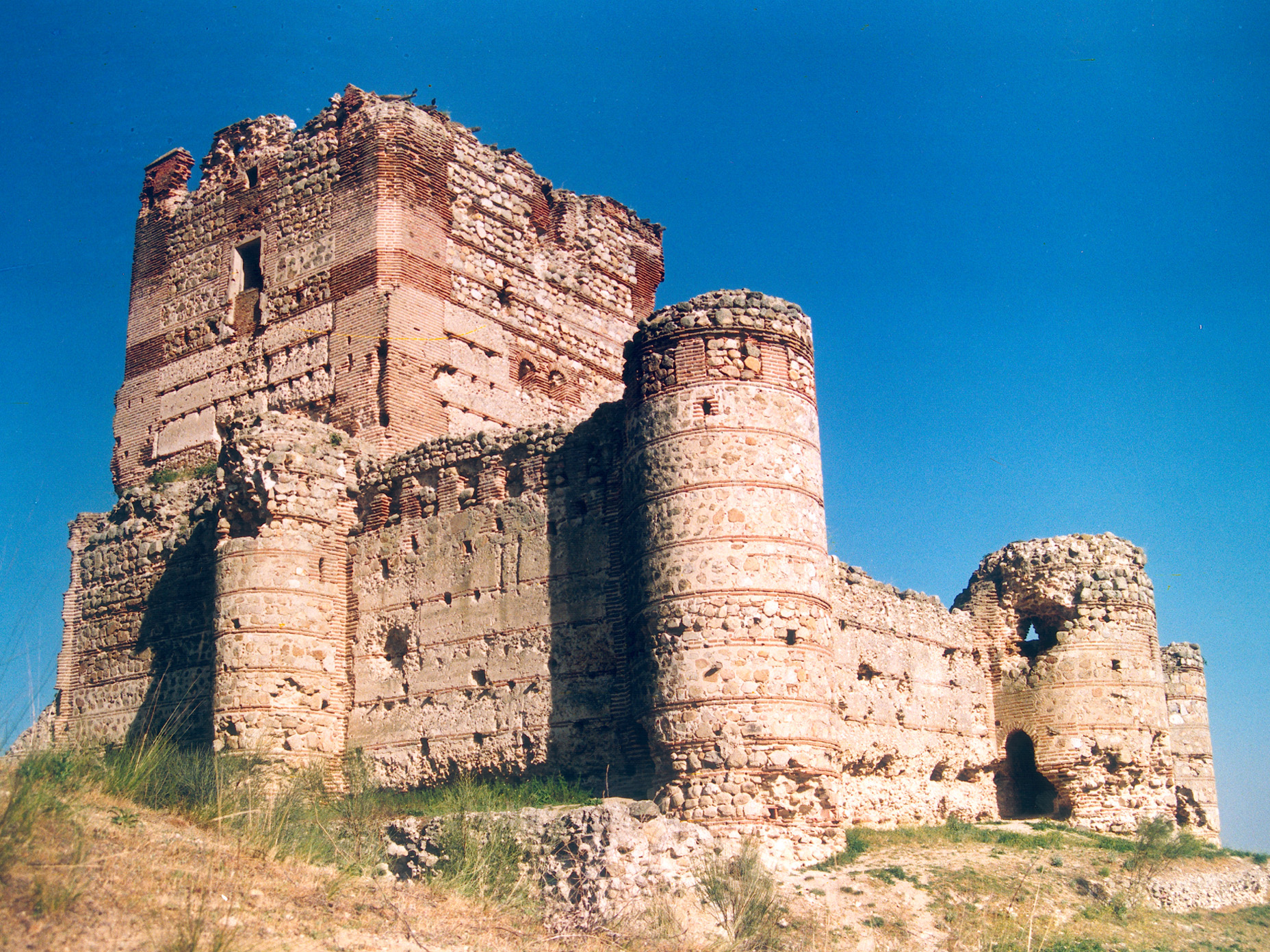
Castillo de Aulencia, en Villanueva de la Cañada.

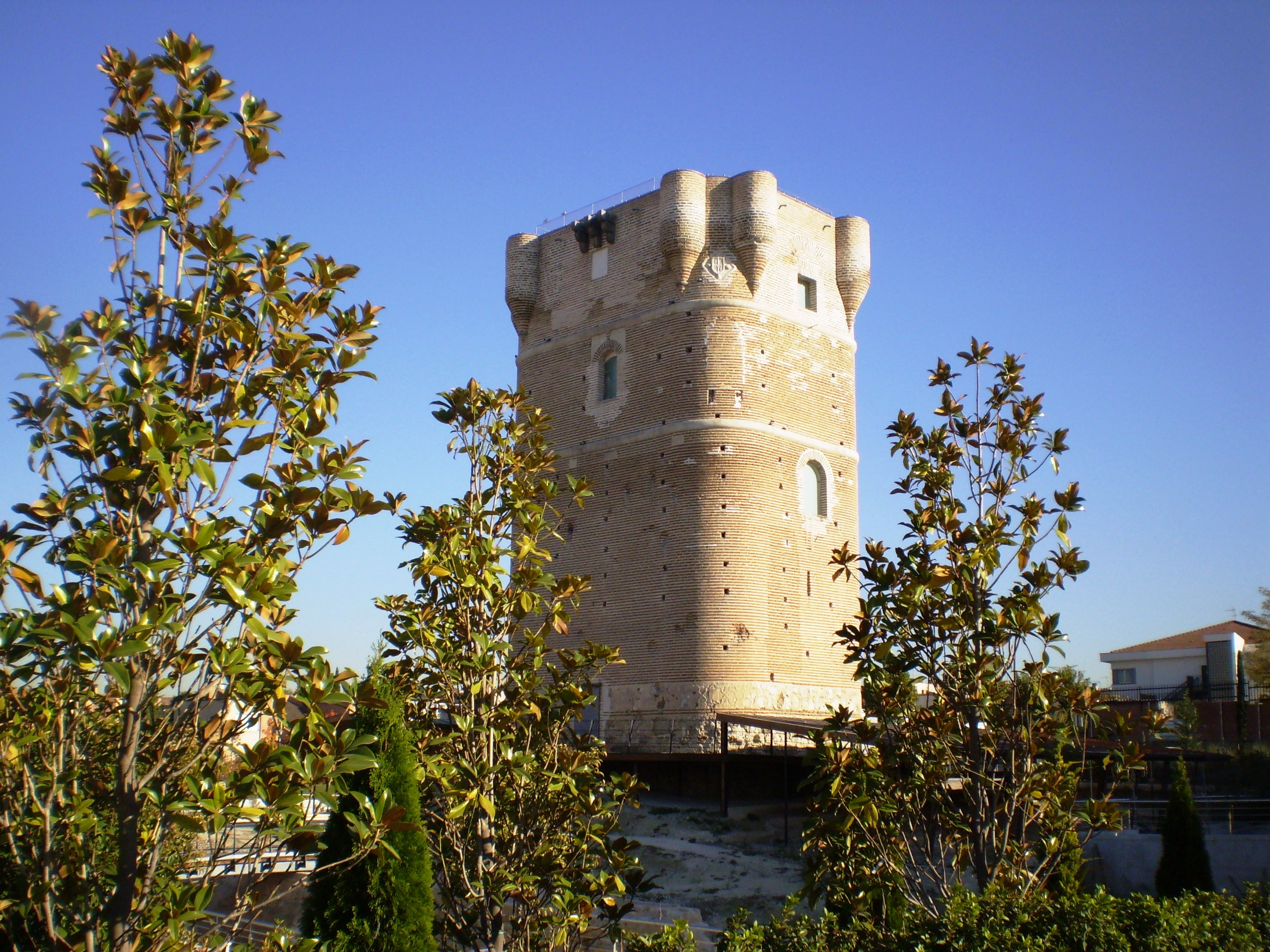
Torreón de Arroyomolinos o Torre del Pan.

En este itinerario se integran cinco castillos, dos torres señoriales y un palacio de aspecto fortificado, además de los conjuntos monumentales de Boadilla del Monte y Navalcarnero. En estos dos municipios, no se conserva ninguna fortaleza, pero aparecen incluidos en la ruta, por su proximidad geográfica a la misma.
- Boadilla del Monte. Aquí se encuentra el palacio del Infante don Luis, obra de Ventura Rodríguez, construida en el año 1765.

- Villaviciosa de Odón. El castillo de Villaviciosa de Odón empezó a edificarse a finales del siglo XV, pero las obras concluyeron en el siglo XVI. La influencia herreriana de este último siglo se refleja en su patio interior. En las afueras del pueblo, se conservan los restos de la fortaleza musulmana de Calatalifa, de interés arqueológico.

- Villanueva de la Cañada. Este municipio alberga el castillo de Aulencia, localizado en la urbanización de Villafranca del Castillo. De origen musulmán, fue reconvertido en residencia tras la Reconquista. Se encuentra en estado ruinoso.

- San Martín de Valdeiglesias. El castillo de la Coracera, situado en el mismo casco urbano de San Martín de Valdeiglesias, fue palacio de caza de Álvaro de Luna (1390-1453), al que acudieron invitados varios monarcas, entre ellos Isabel la Católica (1451-1504).

- Cadalso de los Vidrios. En esta localidad fue construido en el siglo XV un palacio de aspecto fortificado, donde vivió Álvaro de Luna, conocido como palacio de Villena. De propiedad privada, todavía se mantienen en pie algunos de sus muros, así como parte de sus jardines renacentistas.

- Navalcarnero. Esta villa destaca por su plaza mayor porticada, con balcones corridos. La iglesia de Nuestra Señora de la Asunción, del siglo XVI, es otro de sus edificios notables.

- Batres. El castillo de Batres, levantado en los siglos XIV y XV, estuvo vinculado a la familia de los Lasso de la Vega. Uno de sus moradores fue el célebre poeta Garcilaso de la Vega (1501 o 1503-1536).

- Arroyomolinos. La torre señorial de Arroyomolinos fue construida en el siglo XV, a instancias de Gonzalo Chacón (1429-1507).

- Pinto. Esta localidad cuenta con una torre señorial del siglo XIV, conocida como la Torre de Éboli, ya que aquí fue encarcelada Ana de Mendoza y de la Cerda (1540-1592), princesa de Éboli.

### Segundo itinerario: la sierra de Guadarrama

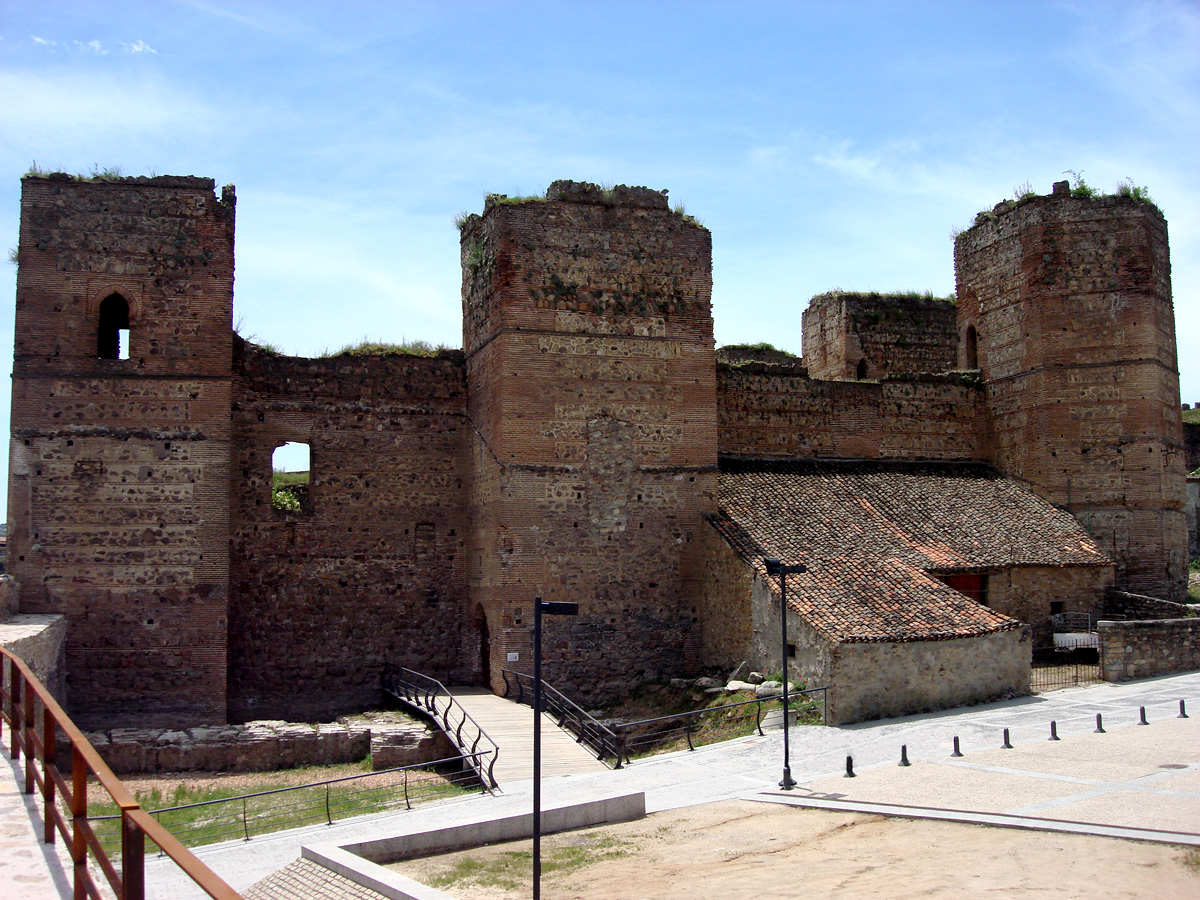
Castillo de Buitrago del Lozoya.

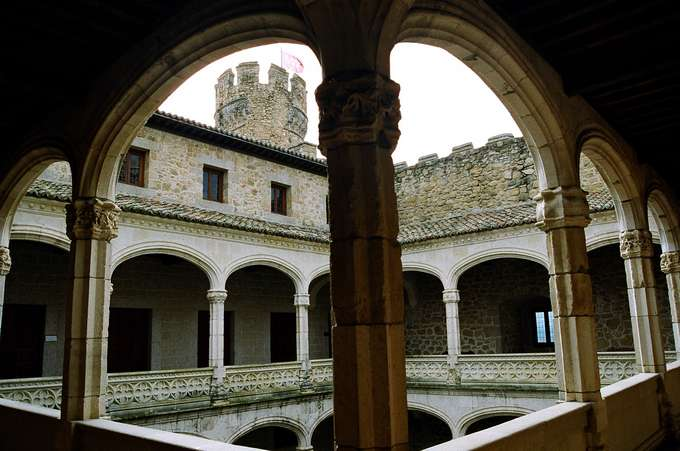
Claustro del castillo de Manzanares el Real.

El segundo itinerario de la Ruta por los castillos, fortalezas y atalayas recorre nueve municipios, situados en las áreas de influencia de las autopistas A-1 (autovía del Norte) y A-6 (autovía del Noroeste). Aquí se encuentran seis atalayas, tres castillos y dos recintos amurallados.
- Talamanca de Jarama. Fue una de las principales plazas musulmanas de la Marca media de Al-Ándalus. Aún se conservan los restos de su muralla, que ordenó edificar Muhammad I (852-856).

- El Vellón. Este municipio cuenta con una torre-vigía, conocida como atalaya de El Vellón, que formaba parte del sistema defensivo andalusí de la Alta Edad Media. Es de traza cilíndrica.

- Torrelaguna. En esta población se encuentra la atalaya de Arrebatacapas, de origen musulmán, y los restos de su muralla cristiana, que fue construida a iniciativa del obispo Pedro Tenorio (1328-1399).

- El Berrueco. Aquí se halla la atalaya islámica de Torrepedrera, situada a más de 1000 m de altitud, en las proximidades del embalse de El Atazar.

- Venturada. La atalaya de Venturada, también musulmana, es de planta circular y presenta tres cuerpos.

- Puentes Viejas. En Mangirón-Cinco Villas, uno de los núcleos de población de este municipio, se encuentra la torre de Mirabel, que, a diferencia de las anteriores, tiene un origen cristiano.

- Buitrago del Lozoya. El pueblo, que se extiende sobre un meandro del río Lozoya, fue uno de los principales enclaves geoestratégicos de la Marca media de Al-Ándalus. De esta época data su recinto amurallado y, adosado al mismo, aparece el castillo de Buitrago, levantado por los cristianos tras la Reconquista.

- Manzanares el Real. El castillo de los Mendoza o castillo nuevo es una de las fortalezas-palacio más notables de España. Situado a los pies del embalse de Santillana, fue construido en el siglo XV. El poeta Íñigo López de Mendoza, marqués de Santillana, fue uno de sus moradores. Manzanares el Real cuenta con otra fortificación, conocida como el castillo viejo, de la que se conservan sus ruinas.

- Torrelodones. La atalaya musulmana mejor conservada de la Comunidad de Madrid es la de Torrelodones, situada en lo alto de un cerro granítico, al borde de la autopista A-6 (autovía del Noroeste). En la vecina localidad de Hoyo de Manzanares, se encuentran las ruinas de otra atalaya islámica, La Torrecilla.

### Tercer itinerario: otros enclaves

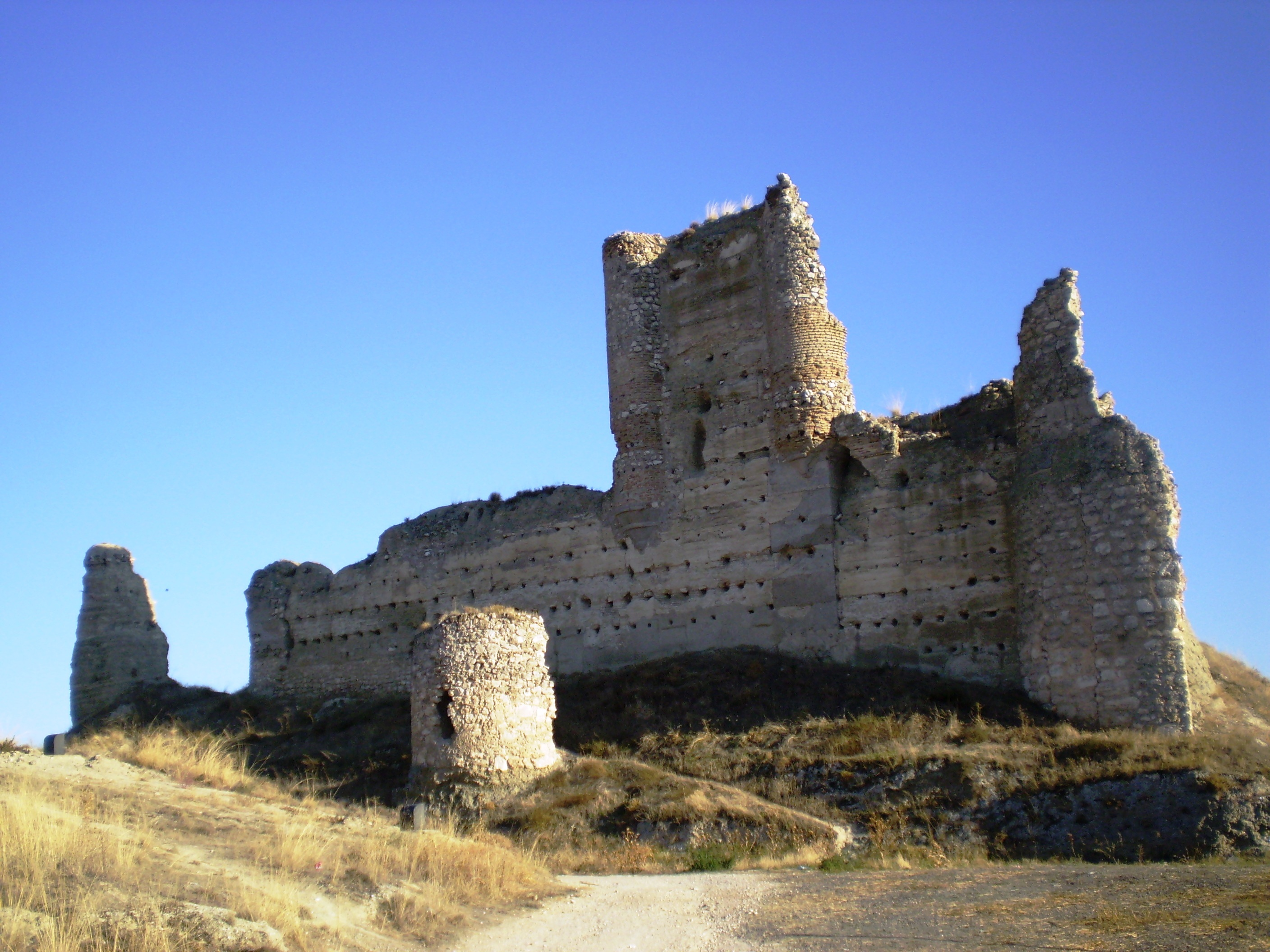
Ruinas del castillo de Fuentidueña de Tajo o Torre de los Piquillos.

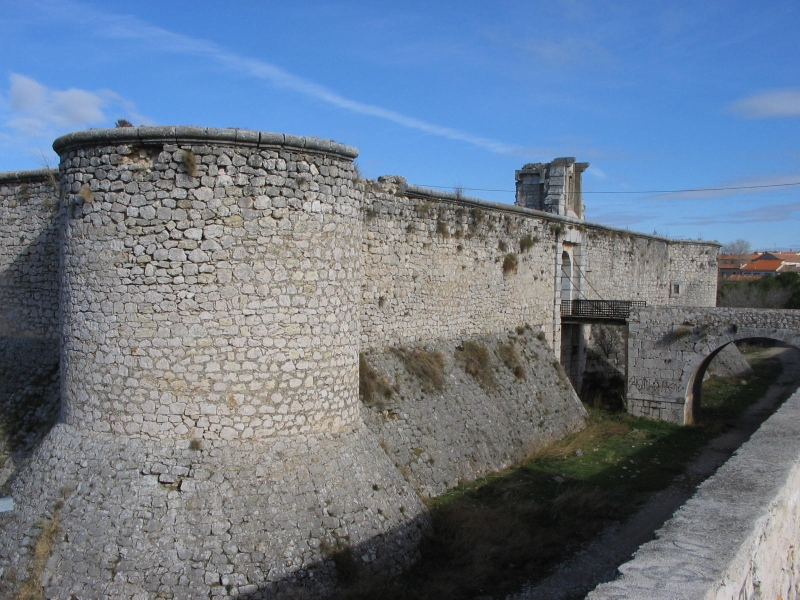
Castillo de Chinchón o de los Condes.

El tercer itinerario no posee una continuidad geográfica. Aquí se incluyen, de forma dispersa, poblaciones del este y sureste madrileño.
- Alcalá de Henares. La ciudad alcalína conserva un recinto amurallado, así como una fortaleza musulmana, conocida como Alcalá la Vieja, levantada sobre un cerro, próximo al casco urbano.

- Santorcaz. En este pueblo se encuentran las ruinas de una atalaya musulmana, además del castillo de Torremocha, del siglo XIV.

- Torrejón de Velasco. El castillo de Torrejón de Velasco, cuyas primeras referencias datan del siglo XIII, es de planta rectangular. Tiene nueve torres semicilíndricas.

- Villarejo de Salvanés. El castillo de Villarejo de Salvanés, del que sólo se conserva la torre del homenaje, es del siglo XV.

- Fuentidueña de Tajo. Su castillo, conocido popularmente como la torre de los Piquillos, fue residencia de la reina Urraca I. Estuvo vinculado con la Orden de Santiago.

- Chinchón. En esta población se levantan dos castillos, el de Casasola, en ruinas, y el de de los Condes, en buen estado de conservación.

Quedan fuera de la Ruta por los castillos, fortalezas y atalayas los conjuntos situados dentro del término municipal de Madrid. La capital alberga algunos restos de su muralla musulmana y cristiana, así como los castillos de La Alameda, en Barajas, y de Viñuelas, en el monte del mismo nombre, incluido dentro del Parque Regional de la Cuenca Alta del Manzanares.
Tampoco forma parte de la ruta el torreón de Fuentelámparas, en el término municipal de Robledo de Chavela.